# Motorola 68EC030
O Motorola 68EC030 é um microprocessador fabricado pela Motorola. É uma versão de baixo custo do Motorola 68030, sendo a que a principal diferença entre os dois é que o 68EC030 não possui uma MMU embutida.
O 68EC030 foi usado como UCP do microcomputador Amiga 4000, e em várias placas aceleradoras de UCP para a linha de micros Commodore Amiga.
Os roteadores da série 2500 da Cisco Systems, um sistema de interconexão para redes corporativas pequenas e médias, também usa esta UCP.